# Adenstedt
Adenstedt er en by i det centrale Tyskland med godt 1.000 indbyggere (2012), beliggende under Landkreis Hildesheim i den sydlige del af delstaten Niedersachsen. Den er en del af amtet (Samtgemeinde) Sibbesse.

## Geografi
Adenstedt ligger mellem højdedragene Sieben Bergen mod nordvest, Hildesheimer Wald mod nord, Heber mod sydøst og Sackwald mod sydvest.
Tidligere var Adenstedt også en kommune, men det ophørte pr. 1. januar 2016.